# Ju 88 (航空機)
Ju 88
飛行するJu 88A-4
(第76爆撃航空団第3飛行中隊所属、1941年冬撮影)
- 用途：戦術爆撃機、雷撃機、夜間戦闘機、戦闘機、偵察機
- 分類：軽爆撃機
- 設計者：

  - エルンスト・ツィンデル
  - W・H・イーヴァース(W. H. Evers)
  - アルフレッド・ガスナー (Alfred Gassner)
- 製造者：ユンカース航空機・発動機製作社
- 運用者： ドイツ空軍
- 初飛行：1936年12月21日
- 生産数：15,183機[1](約16,000機以上[2])
- 運用開始：1939年
- 退役

  - 1945年（ドイツ空軍）
  - 1951年（フランス）
- 運用状況：退役
- 派生型：Ju 188 Ju 388

Ju 88（Junkers Ju 88 ）は、ドイツのユンカース社が開発し第二次世界大戦を通じて主にドイツ空軍で運用された軽爆撃機。
ドイツ空軍の主力爆撃機として運用され続けたほか、夜間戦闘機や偵察機などとしても運用され、ドイツ空軍機の中で最も多用途性のある航空機であった。

## 開発経緯
ドイツ航空省は1935年に「戦闘機より速い爆撃機」というコンセプトに基づき、800 kg の爆弾を搭載でき、500 km/h を発揮できる爆撃機の開発を各社に要求した。ユンカース社はこれを実現するため、徹底した空気力学的洗練を図った機体を設計した。この機体を設計したのはW・H・イーヴァースとアルフレッド・ガスナーである。この2人はアメリカで経験を積んでいた。
最初の試作機、登録記号 D-AQEN のJu88 V-1 は1936年12月21日に飛行した。最初の試作機が墜落したので、2機目の試作機でテストが始められた。
試作3号機は1937年9月当時のBf 109戦闘機を 50 km/h も上回る 523 km/h を実現し、実戦配備が決定した（フル装備の量産型は 470 km/h）。一見すると空冷星型エンジンを装備しているようにみえるが、実際は円筒形のカウリングの中にラジエターを環状に配置した液冷エンジンであった。この手法はFw 190のD型などにも用いられている。
また防御火器として、7.92mm機関銃一丁を備える銃座がコックピット後ろに設けられた。改良型では銃が二丁に増やされたが、それぞれが独立して設置され不便だったため、取り外して運用された例もある。夜間戦闘機仕様では、後部機銃は装備されていない。

## 実戦
量産型 Ju 88A-1 の部隊への配備は1939年夏より開始された。第二次大戦の開戦当時には「戦闘機より高速な爆撃機」というコンセプトは戦闘機の著しい高性能化によって時代遅れとなっており、これはJu 88に関しても例外ではなかった。しかし、同時期に開発された中型爆撃機He 111よりも損害数が少なく、急降下爆撃や雷撃をこなす点は優秀であった。ただし、本機の行う急降下爆撃はJu 87のような急角度のものではなく、実態としては緩降下爆撃であった。
バトル・オブ・ブリテン（1940年 - 1941年）以降は爆撃機として一線を退いたHe 111の代役を務め、大戦終了までドイツ空軍の主力爆撃機として活躍した。アシカ作戦の取りやめが確定すると、Ju 88を用いた昼間戦闘の中心は地中海での商船狩りとなり、それなりに戦果を上げたが、防御火力が貧弱なため、サンダーランドのような哨戒機との戦闘では撃墜されることの方が多かった。夜間戦闘機としては、当初は小規模な改造程度の機体しかなかったが、1943年から当時の主力夜間戦闘機であったBf 110の生産機数を追い越すようになり、大戦末期には主力機として活用された。また、航続距離の長さを生かして洋上での長距離哨戒や対哨戒機戦闘、艦船防空任務にも使用されている。
こうして様々な戦場で活躍したJu 88だったが、前線部隊では決して性能的に満足のいく機体ではなかった。それにも関わらずJu 88の生産が終戦まで続けられたのは、当時のドイツでは生産ラインを急に変更する事が困難であり、一方で戦線の拡大から兵器の増産要求が高まって行ったことが原因である。そのため、性能的に多少の不足があっても生産を続行させ、前線でも任務に大きな支障が無ければ、それを用いる傾向にあった。
だが、次々と生産される間に、本機の基本構造が実質的に変更されていないことは、原型の設計がいかに優れたものであったかを示している。
なお、大日本帝国海軍も双発急降下爆撃機の研究に用いるべく、1940年末に1機のJu 88 A-4を輸入した。梱包状態から組み立てられた頃にはすでに旧式化していたが、1942年（昭和17年）8月17日、海軍航空技術廠により横須賀で行われた試験飛行の際、木更津飛行場を離陸したあと雷雨の東京湾で行方不明になった。この飛行時はドイツ製計器研究のため航法計器がコンパスにいたるまで取り外されていたという。また、連合軍は大日本帝国陸軍がJu 88を運用していると誤認しており、「Janice」というコードネームを与えていた。

## ミステル
大戦後半のドイツではJu 88 の設計を元にミステルと呼ばれる珍兵器が開発されたがこれは全く役に立つものではなかった。これは大型の弾頭を搭載するように改造されたJu 88の上部に、Fw 190またはBf 109戦闘機を結合させたもので、戦闘機の操縦士は目標上空まで無人のJu 88を運んだ後、切り離して突入されるという無理があるものであった。ミステルは終戦までに250機が製造され、艦船や橋梁の攻撃に使われたたものの、結果は散々だった。

## ソ連への影響
ソ連のA・A・アルハーンゲリスキイ記念試作設計局では、購入したJu 88 A-4を参考に急降下爆撃機Ar-2を完成させた。しかし、欠陥が多いものの速度で勝るPe-2が主力急降下爆撃機に選定され、Ar-2は少数が生産されたに留まった。そのAr-2の大半は、独ソ戦の初期にほとんど失われた。

## 派生型
Ju 88 A
Jumo 211エンジンを装備した爆撃機型の主流。
Ju 88 A-0
前量産型 。
Ju 88 A-1
初期生産型。Jumo 211 B-1エンジン895 kW (1,200 hp)を搭載。
Ju 88 A-2
Jumo 211 G-1エンジン搭載。
Ju 88 A-3
転換訓練用。操縦席を2つ装備。
Ju 88 A-4
長いスパンの翼の改良型。A-1の次の重要な型である。主翼が長く、主脚が頑丈になり、乗員に対する防御が強化された。武装も強化され、機関銃は5ないし6丁に増加した。前方の機関銃の代わりに20mm機関砲を装備することもできた。
Ju 88 A-15
新型の爆撃装置を搭載した特殊爆撃機。
Ju 88 B
段差の無い機首形状を持つ試作型。Ju 188 に発展した。
Ju 88 B-0
段差の無い機首形状の前量産型。10機生産。
Ju 88 C
戦闘爆撃機型と夜間戦闘機型。A型がベースとなっているため、機首は風防から金属製に変更され、段差が付いている。
Ju 88 C-1
戦闘機型の計画機。BMW 801 MA搭載。生産はされていない。
Ju 88 C-2
初期生産型。
Ju 88 C-4
重戦闘機および偵察型。
Ju 88 C-5
重戦闘機型の改良版。
Ju 88 C-6a
C-5型の改良版。
Ju 88 C-6b
夜間戦闘機型。
Ju 88 C-6c
夜間戦闘機型。
Ju 88 C-7a
襲撃機型。
Ju 88 C-7b
襲撃機型。
Ju 88 C-7c
重戦闘機型。
Ju 88 D
A-4型ベースの長距離偵察型。
Ju 88 D-1
長距離偵察型。
Ju 88 D-2
Ju 88 D-3
Ju 88 D-4
Ju 88 D-5
Ju 88 G
夜間戦闘機型。A型のゴンドラを省略した新型の胴体とJu 188の尾部で構成される。オプションでシュレーゲムジークを装備
Ju 88 H
長距離戦闘および偵察機型。G型をベースに胴体を延長。
Ju 88 H-1
長距離偵察型。
Ju 88 H-2
戦闘機型。
Ju 88 H-3
長距離偵察型。
Ju 88 H-4
戦闘機型。
Ju 88 P
対戦車対爆撃機型。腹部に大口径砲を単装もしくは連装で装備。A型をベースに少量生産。
Ju 88 P-1
腹部にBordkanone BK 75 7.5cm速射砲（7.5 cm PaK 40対戦車砲を基に自動装填装置を装備したもの）をガンポッド形式で搭載。
Ju 88 P-2
腹部にBordkanone BK 37 3.7cm機関砲を連装でガンポッド形式に搭載。
Ju 88 P-4
腹部にBordkanone BK 50 5cm機関砲（5 cm PaK 38対戦車砲を基にした大口径航空機関砲）をガンポッド形式で搭載。
Ju 88 P-5
腹部にDüka88 8.8cm自動装填装置付き航空無反動砲をガンポッド形式で搭載。試作のみ。
Ju 88 R
夜間戦闘機であるC型のエンジンをBMW 801エンジンに変更
Ju 88 S
A-4型ベースの高速爆撃機型。腹部のゴンドラは取り外されている。「GM-1」亜酸化窒素ブースト機能を搭載。Ju 88シリーズの中でも最速をほこる。
Ju 88 S-0
BMW 801 Dエンジンを搭載。背部に13mm単装機関銃と14個の65kg爆弾を搭載。
Ju 88 S-1
BMW 801 Gエンジンを搭載。GM-1ブーストシステムと1,000kg爆弾を2個搭載。
Ju 88 S-2
排気タービン過給機つきのBMW 801 TJエンジンを搭載。A-15型と同じ木製の拡大爆弾倉を装備。
Ju 88 S-3
Jumo 213 AエンジンとGM-1ブーストシステムを搭載。
Ju 88 T
S型の3座偵察機バージョン。
Ju 88 T-1
S-1型をベースに爆弾倉をGM-1用の燃料タンクを増設
Ju 88 T-3
S-3型がベース

## データ(Ju 88 A-4)
- 乗員： 4 名
- 全長： 14.36 m
- 全幅： 20.08 m
- 全高： 5.07 m
- 翼面積： 54.7 m2
- 最大離陸重量： 14,000 kg
- エンジン： ユンカース Jumo 211 J x2
- 出力： 1,420 馬力
- 最大速度： 510 km/h (317 mph)@5,300 m
- 上昇限度： 9,000 m
- 航続距離： 2,430 km (1,429 マイル)
- 武装：
  - 7.92mm MG 81 機関銃×4
  - 爆弾搭載量： 3,000 kg

- 総生産数： 14,780 機

## 現存する機体
- 他にも現存する機体があるが、情報不足のため掲載せず。

| 型名                   | 番号                                   | 機体写真 | 所在地                              | 所有者                           | 公開状況 | 状態     | 備考 |
| ---------------------- | -------------------------------------- | -------- | ----------------------------------- | -------------------------------- | -------- | -------- | --- |
| Ju 88A-1               | WkNr.0880119                           |          | ノルウェー ヴィッケン県             | 国軍航空機コレクション博物館     | 公開     | 修復中   | [ 21 ] |
| Ju 88A-4               | WkNr.0881379                           |          | ドイツ バーデン＝ヴュルテンベルク州 | ジンスハイム技術博物館           | 公開     | 静態展示 | [ 22 ] |
| Ju 88A-4               | WkNr.0881478                           |          | ノルウェー ヌールラン県             | ノルウェー航空博物館             | 公開     | 静態展示 | [ 23 ] |
| Ju 88C-2               | WkNr.0881033                           |          | ノルウェー ヴィッケン県             | 国軍航空機コレクション博物館     | 公開     | 静態展示 | |
| Ju 88D-1/Trop Ju 88D-3 | WkNr.430650 HK959 (RAF) FE-1598 (USAF) |          | アメリカ オハイオ州                 | 国立アメリカ空軍博物館           | 公開     | 静態展示 | [ 24 ] |
| Ju 88G-2               | WkNr.714628                            |          | ドイツ ベルリン都市州               | ドイツ技術博物館                 | 公開     | 静態展示 | [ 25 ] |
| Ju 88R-1               | WkNr.360043 PJ876 (RAF)                |          | イギリス シュロップシャー州         | イギリス空軍博物館コスフォード館 | 公開     | 静態展示 | Ju 88A-1やJu 88C-6から改修されたとされるが、定かではない。番号はC-6が妥当であるが、改修の際に新たに番号が充てられた可能性もある。 |
| Ju 88?-?               | 不明                                   |          | ロシア モスクワ市                   | 大祖国戦争中央博物館             | 公開     | 静態展示 | [ 27 ] |

## 登場作品

### ゲーム
『War Thunder』
ドイツ軍の爆撃機としてA型が登場。また、重戦闘機としてC型が登場する。
『バトルフィールド1942』
ドイツ軍の爆撃機としてA型が登場する。
『バトルフィールドV』
ドイツ軍の爆撃機としてA型とC型に搭乗できる